# セキララ!!
『セキララ!!』は、花谷敏嗣による日本のライトノベル。イラストは京極しんが担当している。ファミ通文庫（エンターブレイン）より2008年2月から2009年2月まで刊行された。第9回エンターブレインえんため大賞小説部門奨励賞受賞作品（『すばらしき明日の反対側』より改題）。

## ストーリー
ある日の夕暮れ。高校2年生の甲拓己が舞羽桜と連れ立って下校する途中、奇妙な出で立ちの美少女に遭遇する。拓己はその美少女に見覚えが有った。なぜなら、厚手のマントを纏ったその美少女の出で立ちは3年前に拓己が「J・J」というハンドルネームで書いていたオンライン小説「邪王戦聖記」のヒロイン・柊火琉奈のそれだったからである。
「お前、瘴気の匂いがするぞ」
その娘が拓己に向かって発したこの台詞は、間違い無く「邪王戦聖記」冒頭で火琉奈が発した台詞と同じである。なぜ、ここに火琉奈が出現したのかはわからないが、もしこの娘が単にコスプレをしている訳ではなく本当に火琉奈だとすれば、関わり合いになるべきではないと拓己は判断する。もし、下手に関わって「邪王戦聖記」にまつわる自分の忌まわしい過去が桜に、そして周囲の知人たちにバレたら、それは破滅を意味する。そう思った拓己は夕闇の街をひたすら逃げるが、いつの間にか火琉奈に自宅へ押しかけられ奇妙な共同生活を始めることになってしまう。

## 登場人物
甲 拓己（きのえ たくみ）
主人公・高校2年生。中学時代に「J・J」というハンドルネームでオンライン小説「邪王戦聖記」を書いていた。作品自体は年相応の拙さは有れど読者のアイデアを採り入れて次第に人気を獲得するようになった。ところが、大手オンライン小説投稿サイト「第五現実図書館」の管理者「FAT/HAT」宛に「邪王戦聖記」の掲載依頼メールを送ったものの、たまたまFAT/HATが家庭の事情でネットに接続する時間を取れない状態であったため何度メールを送っても返事が来ないことに事情を知らないまま憤慨し、次第に攻撃的なメールを送り付けるようになる。それだけでは飽き足らず、自身のサイト「フェイスレス書房」でFAT/HATを一方的に糾弾する声明を公表。その結果「邪王戦聖記」のファンとアンチに第五現実図書館の管理者代行や常連投稿者が入り乱れて泥沼の誹謗中傷合戦が勃発し、それを反映するかのように「邪王戦聖記」の内容も次第に荒れたものとなる。最終的に、拓己はJ・Jのハンドルネームを棄てて使用していたPCを破壊、これまで書いた「邪王戦聖記」のバックアップも全て廃棄し、そそくさと逃げるようにネット上から姿を消した。
忌まわしい過去を振り切るべく高校入学と同時に「脱オタク」を決意、服装をガラッと変えて軽音楽部に入部し他の部員と共にバンド「フラクタルハーツ」を結成する。バンドは地元でそこそこ名の通った存在になり、追っかけの1人であった同学年の舞羽桜と付き合い始めたことで過去のトラウマを順調に清算しつつあるかに見えた矢先、火琉奈の出現で否応無しに3年前の「邪王戦聖記」騒動と正面から向き合うことになってしまう。
柊 火琉奈（ひいらぎ かるな）
ハンドルネーム「J・J」こと拓己が3年前に書いていたオンライン小説「邪王戦聖記」の主人公で、長く艶やかな黒髪が特徴の美少女。元々はハンドルネーム「肉質30％」の個人サイト上でJ・J発案の設定に肉質30％のキャラクターデザインが加わって誕生し、後にJ・Jが個人サイト・フェイスレス書房を立ち上げた際に「邪王戦聖記」の主人公となった。
「邪王戦聖記」の設定上では背中の「聖魔剣」を武器に「邪」と対峙する凄腕のハンターで、家族を邪王の軍勢に殺され、ギルドの訓練場で厳しい修業を積んだ後に元SS級ハンター・九頭竜タクミの許へ預けられるという展開のため、当初は拓己を九頭竜タクミと誤認していた。行き場が無いため拓己の部屋に匿われ「訓練」と称して家族に見つからないよう身を潜めている。菓子パンが好物で、リモコンのボタンをやたらに押したがる癖がある。
久実本（くみもと）
拓己の同級生。典型的な二次元オタクで、PCに詳しい。火琉奈の対処に困った拓己から「邪王戦聖記」の過去ログ発掘を依頼され、3年前に騒動を面白がって傍観していた立場からノリノリで引き受ける。「拓己＝J・J」であることは知らないため、拓己の前で騒動の最中に姿をくらましたJ・Jを情け容赦無くこき下ろすこともしばしばある。
ブタマルGT（ - ジーティー）
3年前の騒動勃発時にJ・J側（但し、J・J＝拓己は既にネットから姿を消していたため不在）と「第五現実図書館」側の仲裁を取り持って和解協議のためのオフ会を主催し、事態を沈静化させたフェイスレス書房掲示板の元・常連投稿者。ネコ好きで本人のサイトもファンシー系のイラスト掲載が中心だが、本人は数々の修羅場をくぐり抜けて来たかのようなオーラを発する巨漢。職業は自称「花屋」。
隣県に住んでいることから久実本が連絡を取り拓己と引き合わせるが、火琉奈の出現に対して何も言わずに「火琉奈の生活費」名目で札束をポンと差し出したり職務質問を受けたら間違い無く人生が終わりそうな武器を調達して来たりと謎の多い人物。
舞羽 桜（まいはね さくら）
高校2年生。中学時代は「ハルハナフラワー」のハンドルネームでフェイスレス書房掲示板に書き込んでいたが、騒動勃発後は「電子世界の聖なる戦士」を名乗り一貫してJ・Jを擁護。後に拓己が「電脳世界の特攻腐女子」と形容する程の行動力を発揮し、第五現実図書館掲示板に60時間張り付いて荒らし行為を繰り返した挙げ句にFAT/HATの住所を突き止めて一人で北海道へ行き、FAT/HATの自宅に押しかけて直談判する。拓己がFAT/HATへ送っていた糾弾メールに実名・実住所が書かれていたことからこの時に「J・J＝拓己」であることを知り、自分がハルハナフラワーであることを隠し拓己と同じ高校へ進学。拓己たちのバンド「フラクタルハーツ」の追っかけを装って拓己と知り合い、やがて付き合うようになる。

## 既刊一覧
- 花谷敏嗣（著）・京極しん（イラスト） 『セキララ!!』 エンターブレイン〈ファミ通文庫〉、全3巻
  1. 2008年3月12日初版発行（2月29日発売[2]）、ISBN 978-4-7577-4011-2
  2. 2008年9月11日初版発行（8月30日発売[3]）、ISBN 978-4-7577-4334-2
  3. 2009年3月12日初版発行（2月28日発売[4]）、ISBN 978-4-7577-4707-4